# Eucles de Maratón

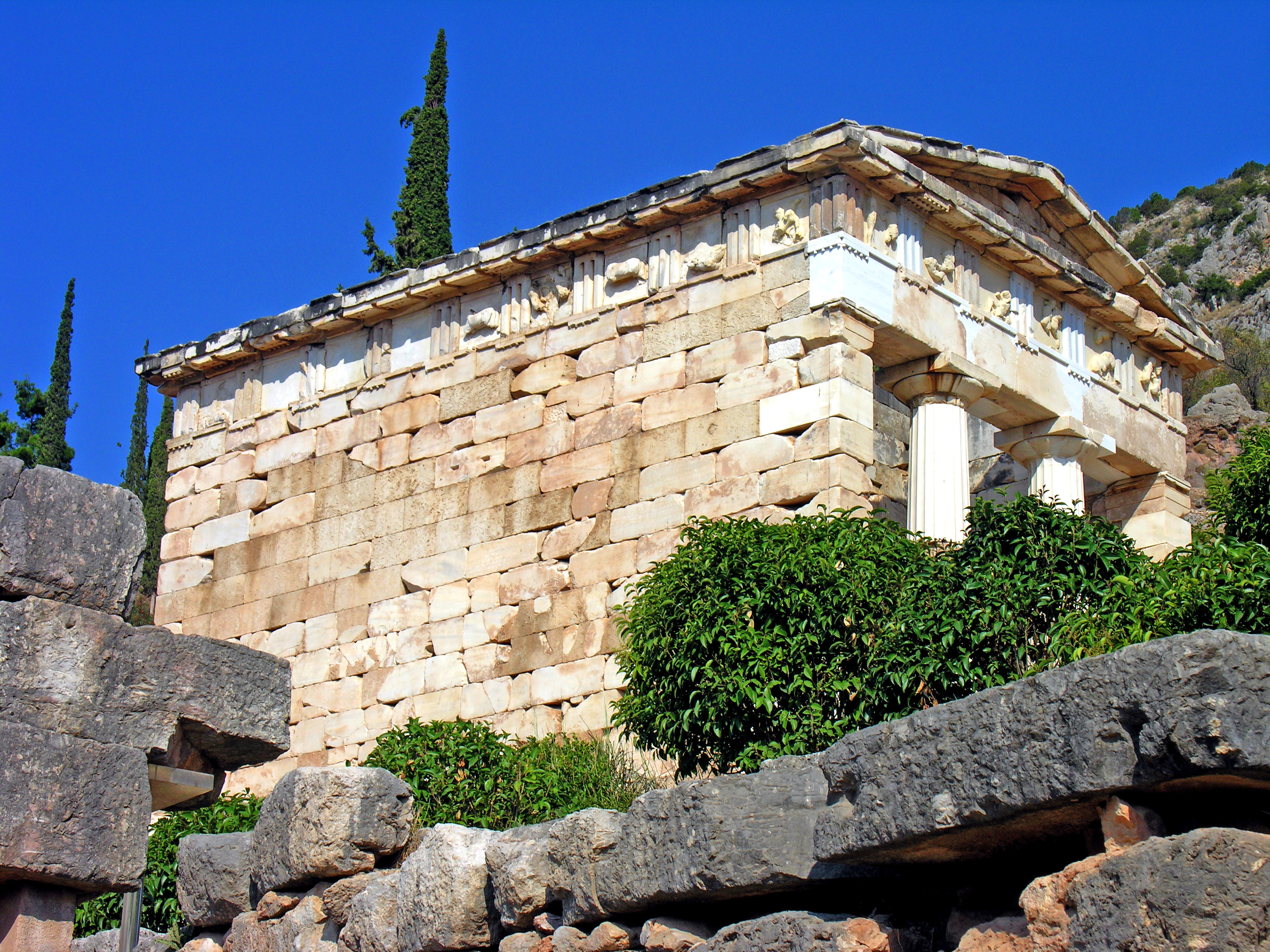
Muro sur del Tesoro ateniense en Delfos, donde se conservan los registros de las dodekaides de Eucles.

Eucles de Maratón (en griego antiguo: Εὐκλῆς Ἡρώδου Μαραθώνιος, romanizado: Euklēs Hērōdou Marathōnios) fue un destacado estadista ateniense durante el comienzo del reinado de Augusto. Fue responsable de la construcción del Ágora romana en Atenas y fue el antepasado por línea masculina del aristócrata del siglo II, Herodes Ático.

## Vida

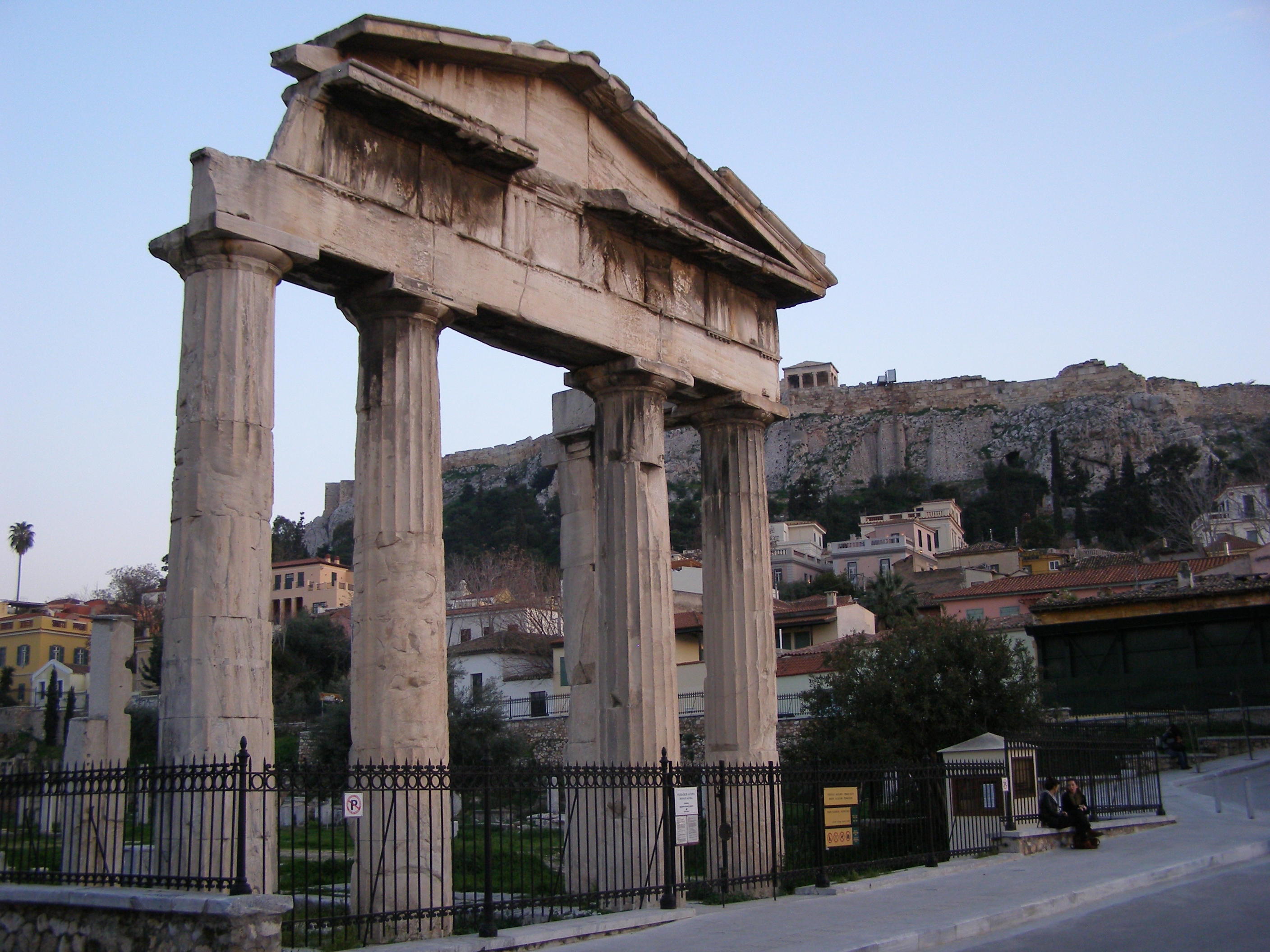
Puerta del Ágora romana.

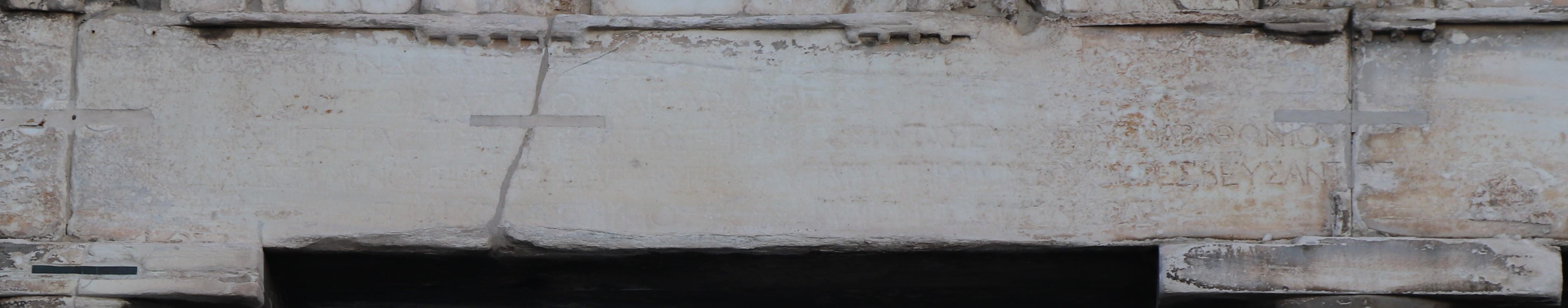
Detalle de IG II ^{3} 4, 12.

Eucles era hijo de Herodes de Maratón, quien fue arconte de Atenas en el 60/59 a. C. Herodes formaba parte de un grupo de atenienses que adquirió prominencia en el período posterior al saqueo de Atenas por Sila en el 86 a. C. y cuyos descendientes formaron el núcleo de la aristocracia ateniense en el período imperial romano.
Eucles fue el sacerdote de Apolo Pitio desde el 38 a. C., en cuyo papel parece haber sido partidario de Marco Antonio hasta la batalla de Accio en el 30 a. C. Posteriormente, dirigió una serie de cinco procesiones, llamadas dodekaides, a Delfos entre el 30 y el 10 a. C. Estas quedan registradas en inscripciones en la pared sur del Tesoro ateniense en Delfos.
Fue arconte de Atenas en el 46/5 a. C. o a principios de los años 20 a. C.,  y general hoplita (el magistrado principal de Atenas en este período) en los años 20 a. C. Una base de estatua erigida por atenienses y habitantes de Delos conmemora su generalato. Fue una de las tres figuras principales en Atenas en el período de Augusto, junto con Antípatro de Flia y Pammenes de Maratón. 
El papel de Eucles en la construcción del Ágora romana en Atenas se registra en una inscripción en su puerta ( IG II 3 4, 12). Ahí se indica que el padre de Eucles, Herodes, originalmente había obtenido cincuenta talentos de Julio César para su construcción; una carta de Cicerón indica que esto ocurrió en el 51/0 a. C.  Por alguna razón, la construcción no se llevó a cabo, y Eucles hizo un nuevo encargo al heredero de César, Augusto, para asegurar los fondos, y luego supervisó la construcción, que se completó en algún momento entre el 27 y el 17 a. C. o, menos probable, en el 10/9 a. C.

## Descendientes
Eucles tuvo dos hijos, Policarmo (probablemente llamado así por un pariente materno) y Herodes (llamado así por su abuelo paterno), ambos prominentes durante el reinado de Tiberio.A través de Herodes, fue abuelo de Tiberio Claudio Hiparco, bisabuelo de Claudio Ático y tatarabuelo de Herodes Ático. Es posible que haya tenido una hija, llamada Simarion.